# Coenonympha opposita
Coenonympha opposita är en fjärilsart som beskrevs av Ruggero Verity 1903. Coenonympha opposita ingår i släktet Coenonympha och familjen praktfjärilar. Inga underarter finns listade i Catalogue of Life.